# Холтон (Индијана)
Холтон (енгл. Holton) град је у америчкој савезној држави Индијана.

## Демографија
По попису из 2010. године број становника је 480, што је 73 (17,9%) становника више него 2000. године.
| Група             | 2000.       | 2010.       |
| Белци             | 400 (98,3%) | 462 (96,3%) |
| Афроамериканци    | 0 (0,0%)    | 7 (1,5%)    |
| Азијати           | 1 (0,2%)    | 0 (0,0%)    |
| Хиспаноамериканци | 6 (1,5%)    | 2 (0,4%)    |
| Укупно            | 407         | 480         |